# رون لورد
رون لورد (بالإنجليزية: Ron Lord)‏ (25 يوليو 1929 في أستراليا - 8 أبريل 2024) هو لاعب كرة قدم أسترالي في مركز حراسة المرمى، شارك في الألعاب الأولمبية الصيفية 1956. وشارك مع منتخب أستراليا لكرة القدم. أما مع النوادي، فقد لعب مع سيدني براغ ‏.

## وصلات خارجية
- رون لورد على موقع ناشيونال فوتبول تيمز (الإنجليزية)
- رون لورد على موقع أوليمبيديا (الإنجليزية)
- رون لورد على موقع اللجنة الأولمبية الأسترالية (الإنجليزية)